# Венцлаускайте, Гражбиле
Гражбиле Венцлаускайте (лит. Gražbylė Venclauskaitė; 31 мая 1912, Рига, Лифляндская губерния, Российская империя — 1 февраля 2017, Шяуляй, Литва) — литовская «Праведница народов мира» за спасение евреев в годы Холокоста. Адвокат и юрист. Почетная гражданка города Шяуляя.

## Биография
Родилась в семье адвоката Казимира и актрисы Станиславы Венцлаускене. Её крестным отцом был литовский философ Видунас. Во время Первой мировой войны жила в Туле, затем переехала в Литву. В 1934 году окончила Шяуляйскую женскую гимназию. В 1937 году защитила диплом юриста в Университете Витовта Великого.
С 1934 по 1941 год работала окружным судьей в Шяуляйе и Ионишкисе. С 1941 по 1981 год была адвокатом. В 1995 году Израиль присвоил Гражбиле Венцлаускайте почетное звание «Праведницы народов мира».

## Праведник мира
Во время Второй мировой войны её мать открыла в Шяуляе швейную мастерскую, в которой работало около 50 еврейских женщин. Работа в швейной мастерской позволяла содержать семьи, находившиеся в гетто. Семья Венцлаускайте также скрывала у себя дома евреев, бежавших из гетто. Праведниками народов мира признаны мать Гражбиле — Станислава Венцлаускене (1874—1958) и её сестра Дануте (1903—1998), а также Йонас Вайчекаускас, Владислава Вайчекаускене и Янина Висоцкене — Вайчекаускайте.